# Cận Đông (diễn viên)
Cận Đông (tiếng Trung: 靳东, sinh ngày 22 tháng 12 năm 1976) là một diễn viên Trung Quốc. Anh được biết đến qua những bộ phim Tên Đã Lên Dây (2013), Kẻ Ngụy Trang (2015), Lang Nha Bảng (2015), Ma thổi đèn - Tinh tuyệt cổ thành (phim truyền hình 2016), Hoan Lạc Tụng (2016) và gần đây nhất là Nửa đời trước của tôi (2017).

## Phim

### Phim truyền hình
| Năm  | Tên                                                  | Vai                | Ghi chú |
| ---- | ---------------------------------------------------- | ------------------ | --- |
| 1993 | Doanh nhân đông phương (东方商人)                    | Cao Hiển Dương     | |
| 1995 | Mẫu Thân (母親)                                      | Trương Hồng Binh   | |
| 2001 | Tôn Tử (孙子)                                        | Bào Mục            | |
| 2001 | Ngũ Sắc Trường (五色场)                              | Vi Thiểu Khôn      | |
| 2002 | Cô nương hoa quả (水果姑娘)                          | Cà Phê             | |
| 2004 | Thần Y Hoa Đà (神医华佗)                             | Lương Bố Y         | |
| 2004 | Thiên Không Chi Hành (天空之城)                      | Đoạn Bằng          | |
| 2004 | Thiếu Niên Đại Khâm Sai (少年大钦差)                 | Từ An              | |
| 2004 | Nữ Tử Trong Ngục (女子监狱)                          | Tùng Văn Huy       | |
| 2006 | Bi Tình Mẫu Tử (悲情母子)                            | Ngô Dũng Nam       | |
| 2006 | Silence (深情密码)                                   | Hồ Hán Tân         | |
| 2007 | Bác sĩ Huyện Trưởng (博士县长)                       | Dương Bác          | |
| 2007 | Ai đang nói dối (谁在说谎)                           | Dương Đội Trưởng   | |
| 2008 | Lưu lạc đến Quan Đông (闯关东)                       | Quy Điền Nhất Lang | |
| 2008 | Tiên phong săn địch (猎敌先锋)                       | Lý Thiên Bắc       | |
| 2008 | Đông Phương Sóc (东方朔)                             | Hán Vũ Đế          | |
| 2009 | Lệnh giới nghiêm cuối thế kỷ (世纪末的晚钟)          | An Tian            | |
| 2009 | Mưa gió bến Thượng Hải (风雨上海滩)                  | Lý Tử Kiện         | |
| 2009 | Tranh đoạt đặc thù (特殊争夺)                        | Nhạc Chấn Thanh    | |
| 2010 | Vô gian hữu yêu (无间有爱)                           | Lưu Nhất Khôi      | |
| 2012 | Thanh xuân không thể tổn thương (伤不起的青春)       | Mã Thiếu Phi       | |
| 2012 | Thiếu niên anh hùng (自古英雄出少年)                 | Trần Cận Nam       | Cameo |
| 2012 | Danh sách mật sát (秘杀名单)                         | Trầm Kiếm Thu      | |
| 2012 | Chị em tình cừu (情仇姐妹)                           | Từ Thế Bình        | |
| 2012 | Ôn Châu người một nhà (温州一家人)                   | Hoàng Chí Hùng     | Nam diễn viên phụ xuất sắc nhất tại Giải truyền hình Cầu Vồng Châu Á lần thứ 2 |
| 2013 | Tên Đã Lên Dây (箭在弦上)                            | Vinh Thạch         | |
| 2013 | Bảo Bối (宝贝)                                       | Lý Xuyên Kỳ        | Khách mời |
| 2013 | Athena (青春烈火)                                    | Chong Guangkui     | Khách mời |
| 2013 | Thanh xuân không thể thất bại (青春不言败)           | Lưu Hoa Thịnh      | |
| 2013 | Khoảng cách tới tình yêu (到爱的距离)                | Lăng Viễn          | Hát ca khúc OST "The Distance of Love" (Khoảng Cách Tới Tình Yêu) |
| 2014 | Lang Yên Biến Địa (狼烟遍地)                         | Mục Lương Phùng    | |
| 2014 | Chiến Trường Sa(戰長沙)                              | Vương Khải Phục    | Khách mời |
| 2014 | Hoa trong bão (妇道)                                 | Chu Vĩnh Gia       | [ 1 ] |
| 2015 | Khí thế hung mãnh (来势凶猛)                         | Đỗ Kiến Phong      | [ 2 ] |
| 2015 | Kẻ Ngụy Trang (伪装者)                               | Minh Lâu           | - Đạt 4 giải Nam diễn viên thực lực nhất năm tại: Quốc Kịch Thịnh Điển, Lễ trao giải sức ảnh hưởng Gió từ Đông Phương, Đêm hội Weibo 2015, Đêm hội Iqiyi 2016 – Phim "Kẻ Ngụy Trang" |
| 2015 | Lang Nha Bảng (瑯琊榜)                               | Lận Thần           | Khách mời |
| 2016 | Hoan Lạc Tụng (欢乐颂)                               | Đàm Tông Minh      | Khách mời Đạt giải "Nam diễn viên có sức ảnh hưởng nhất năm" tại Liên hoan Đánh Giá Chất Lượng Phim truyền hình 2017                                                                 |
| 2016 | Long khí (龙器)                                      | Tần Huyền Sách     | Tham gia chế tác |
| 2016 | Ma Thổi Đèn - Tinh Tuyệt Cổ Thành (鬼吹灯之精绝古城) | Hồ Bát Nhất        | Web drama |
| 2017 | Tình yêu của chúng ta (我们的爱)                     | Hứa Quang Minh     | |
| 2017 | Nổi lên mặt nước (浮出水面)                          | Hồng Thiếu Thu     | Hát ca khúc OST "Em Không Cô Đơn" |
| 2017 | Ngoại khoa phong vân (外科风云)                      | Trang Thứ          | |
| 2017 | Nửa đời trước của tôi (我的前半生)                   | Hạ Hàm             | Tham gia sản xuất |
| 2017 | Hoan Lạc Tụng 2 (欢乐颂2)                            | Đàm Tông Minh      | Khách mời |
| 2018 | Chuyên Gia Tình Yêu (恋爱先生)                       | Trình Hạo          | |
| 2021 | Tài Sản Nhân Dân (人民的财产)                        | Tề Bản An          | Vai Chính |

### Phim điện ảnh
| Năm  | Tên phim                                          | Vai diễn      | Ghi chú                                                                            |
| ---- | ------------------------------------------------- | ------------- | ---------------------------------------------------------------------------------- |
| 2005 | Kẻ Đi Săn (狩猎者)                                | Liên Trưởng   |                                                                                    |
| 2005 | Mẹ tôi Triệu Nhất Mạn (我的母亲赵一曼)            | Cảnh sát Đồng |                                                                                    |
| 2005 | Mưa Thu (秋雨)                                    | Hà Minh       | - Được đề cử hạng mục Diễn viên Mới Xuất Sắc - Liên hoan phim Hoa Biểu lần thứ 11. |
| 2005 | Nv Xing Jing Zhi He Si Mo Fang (女刑警之黑色魔方) | Hua Zhanghu   |                                                                                    |
| 2011 | Ngọc thụ khai hoa (玉树花开)                      | Lưu Khải Mạnh |                                                                                    |
| 2011 | Wen Ge Hua Jiang You Yue Dui (温哥华酱油乐队)     | Fang Xiaohe   | Khách mời                                                                          |

## Giải thưởng và đề cử
| Năm  | Giải thưởng | Chú thích |
| ---- | --- | --------- |
| 2017 | - "Ngôi sao truyền hình có sức ảnh hưởng của năm" với vai diễn Đàm Tông Minh trong "Hoan Lạc Tụng". tại Liên hoan Đánh Giá Chất Lượng Phim truyền hình Trung Quốc. |           |
| 2016 | - Nam diễn viên xuất sắc nhất dòng phim cận đại tại Giải Hoa Đỉnh 2016 với vai diễn Minh Lâu trong "Kẻ Ngụy Trang" - Nam diễn viên thực lực nhất năm tại Liên hoan đánh giá chất lượng phim truyền hình 2016. - Được Đoàn thanh niên Cộng sản Trung Hoa trao tặng bằng khen "Thanh niên yêu nghề kính nghiệp" tại Tọa đàm thanh niên ưu tú 2016. - Được đề cử "Nam diễn viên xuất sắc nhất" - giải Bạch Ngọc Lân lần thứ 22 với vai diễn Minh Lâu trong "Kẻ Ngụy Trang". |           |
| 2015 | - Đạt 4 giải Nam diễn viên thực lực nhất năm tại: Quốc Kịch Thịnh Điển, Lễ trao giải sức ảnh hưởng Gió từ Đông Phương, Đêm hội Weibo 2015, Đêm hội Iqiyi 2016 – Vai diễn Minh Lâu phim "Kẻ Ngụy Trang" |           |
| 2014 | - Nam diễn viên phụ xuất sắc nhất tại Giải truyền hình Cầu Vồng Châu Á lần thứ 2 - Vai Hoàng Chí Hùng phim "Ôn Châu Người Một Nhà" - Được trao tặng huy chương tại Lễ trao 45 huy chương cho thanh niên trẻ lần thứ ba của Cơ quan Trung ương quốc gia. |           |
| 2012 | - Kim Sư Tượng (Giải thưởng tiêu biểu về Kịch Nói) |           |
| 2005 | - Được đề cử hạng mục Diễn viên Mới Xuất Sắc - Liên hoan phim Hoa Biểu lần thứ 11. |           |

## Lối sống, Quan điểm và Đời tư
Cận Đông có một lối sống nghiêm túc trong cả cuộc sống lẫn công việc, là một "Lão Cán bộ" điển hình. Trong cuộc sống anh không thích truyền thông quá xoi mói vào riêng tư của gia đình anh, trong công việc anh rất nghiêm túc trong lựa chọn kịch bản. Đặc biệt anh luôn nói không với phim thần tượng, thể loại cổ trang anh cũng rất ít tham gia, trước Lang Nha Bảng bộ phim cổ trang cuối cùng anh đóng cách đó đã 10 năm, vai diễn Lận Thần (Lang Nha Bảng) cũng là vai khách mời.
Anh từng trả lời phỏng vấn về quan điểm chọn kịch bản của mình như sau: "Mỗi khi nhận đóng một bộ phim, tôi đều suy nghĩ xem ý nghĩa truyền đạt là gì, giá trị xã hội nằm ở đâu? Những điều này đối với tôi rất quan trọng. Nếu chỉ vì kiếm tiền thì tôi thà chọn cách từ chối cho dù giá trị thương mại có cao đến mấy đi nữa, học cách từ chối cũng là một môn học, có quá nhiều người vì không biết cách từ chối mà phải chịu nhiều bất lợi. Tôi cho rằng trên thế giới không có thiên tài, mà phụ thuộc vào việc bạn có suy nghĩ đúng đắn hay không mà thôi. Chúng ta không thể kéo dài chiều dài của sinh mệnh, nhưng có thể mở rộng chiều rộng của sinh mệnh đó".
Năm 2014, anh kết hôn với nữ diễn viên Lý Giai, cuộc sống của họ rất hạnh phúc cùng với một cậu con trai đáng yêu.